# Mode under 1850-talet

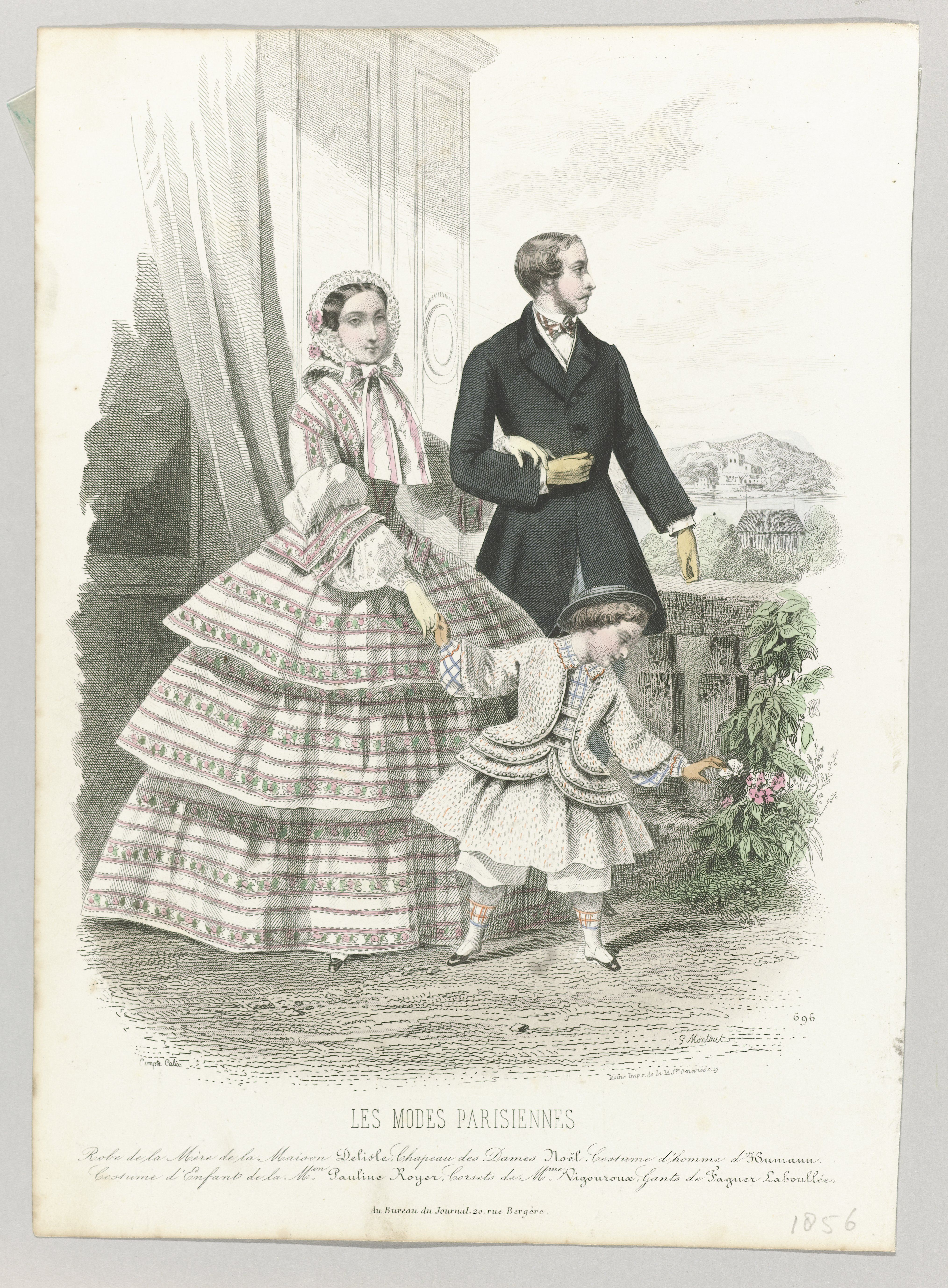
Les Modes Parisiennes

Mode under 1850-talet syftar på modet under perioden mellan 1850 och 1860. Under denna tidsperiod var mode ett västerländskt fenomen, eftersom klädedräkten i andra delar av världen under denna tidsperiod bestod av en etnisk och kulturell klädedräkt, som inte genomgick förändringar efter modets växlingar på det sätt som skedde i Europa. 
Modet dikterades under denna tid fortfarande av Europas modeindustri.

## Allmänt
Kännetecknande för den andra rokokon var från 1856 krinolinen, som krävde enorma tygmängder. Kjolarnas omfång hade växt under många år, och 1855 blev det nödvändigt att uppfinna en ställning för att befria kvinnorna från de många underkjolarna; detta var gjort under 1855–1856. För att tillverka dessa krinoliner behövdes stora mängder metalltråd, i genomsnitt 90 alnar metalltråd per krinolin. Det blev även modernt med volanger. År 1859 hade kejsarinnan Eugénie av Frankrike 103 volanger på en av sina balklänningar. Krinolinen förvandlades så småningom till en halvkrinolin som 1870 hade utvecklats till turnyren.
Herrmodet fullföljde i kontrast sin utveckling till en uniformsliknande mörk kostym. Konfektionsindustrin började under denna tid framställa kostymer och uniformer och framför allt mansplagg, vilket därmed också sågs som produkter av en effektiv industrialiserad tidsålder, medan det mer komplicerad dammodet däremot inte kunde framställas av konfektionsindustrin utan krävde sömmerskor och skräddare.
Vid denna tid uppkom en ny konsumtionskultur genom varuhusen som erbjöd färdiga tyger och konfektionsprodukter runtom i Europa: den kvinnliga modedräkten var ännu inte konfektionstillverkad, men för kvinnor blev det nu modernt att konsumera tyger och andra modeprodukter i de nya varuhus som uppstod.

## Dammode

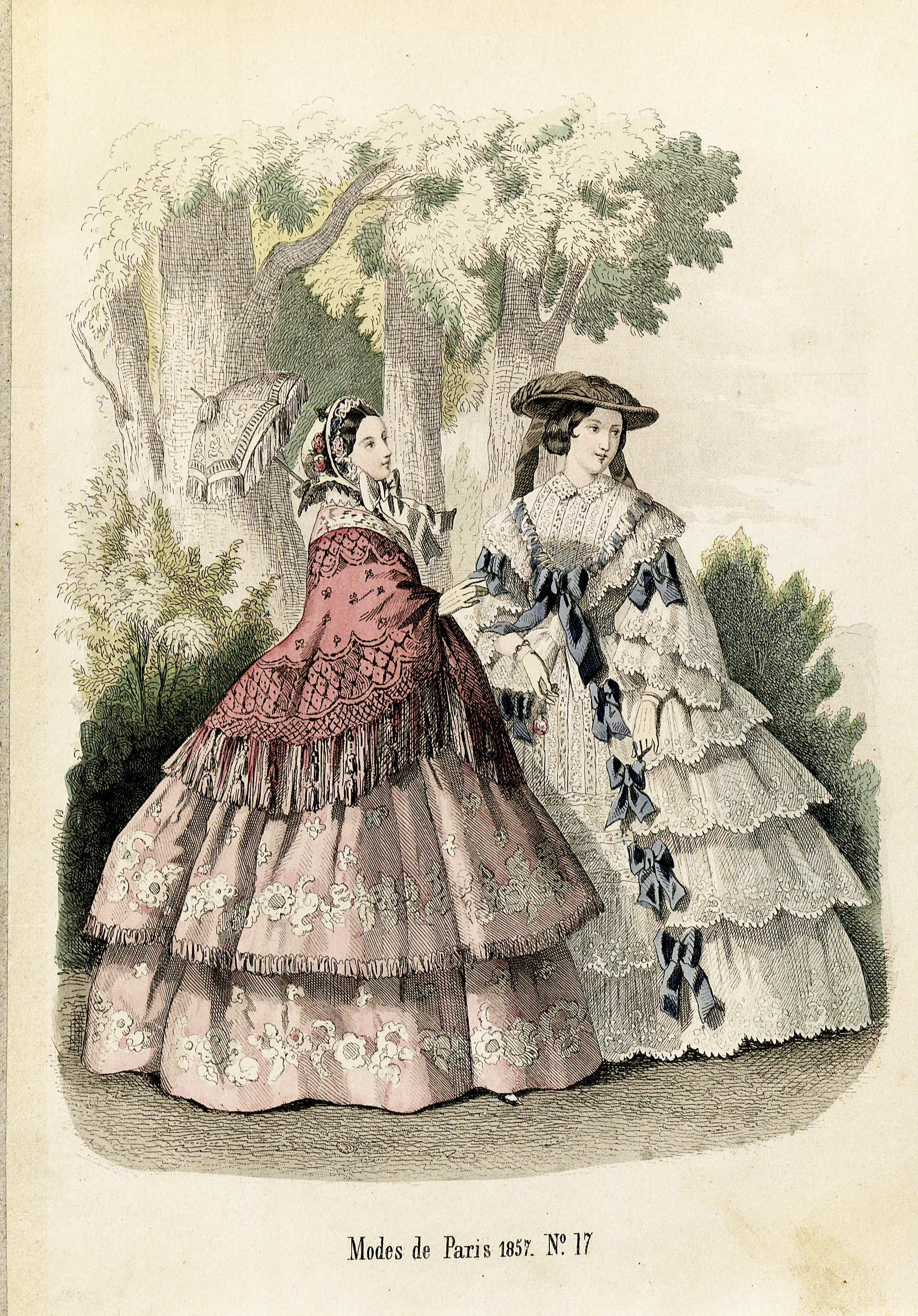
Penelope- Nyaste journal för damer 1857, illustration nr 17

### Klädedräkt
I början av 1850-talet rådde fortfarande 1840-talets mode. En förändring var att det diskreta modet hade ersatts av mer iögonenfallande detaljer. 
Kännetecknande för 1850-talet var volangerna: både liv och huvudbonaden, bahytten, dekorerades med volanger, och framför allt kjolen, som nu gärna skulle bestå enbart av volanger. Till skillnad från hur det varit under 1840-talet skulle volangerna inte vara platta och diskreta utan tvärtom yviga, spretande och brett rynkade, för att få kjolarna att verka så vida som möjligt. Dessa volanger kunde dekoreras med tygblommor. En populär variant var deux jupes, då kjolen delades i två stora volanger, gärna dekorerade med applikationer och tygblommor. 
En modeförebild var kejsarinnan Eugénie av Frankrike, som 1859 rapporterades ha 103 volanger på en av sina balklänningar. Kejsarinnans klänningar gjordes av Charles Frederick Worth, som räknas som den första moderna modeskaparen. Kvinnoidealet förändrades från romantikens eteriska sylfid till nyrokokons mer drottninglika gestalt. 
Den typiska överdelen var fortfarande ett spetsigt liv med en berta, det vill säga en bred krage hopdragen över brösten och hopfäst mellan brösten, gärna med en dekoration: under dagtid bars en höghalsade isättning över urringningen. Till aftonklädsel skulle urringningen vara mycket stor, och gärna blotta axlarna och en del av ryggen, även om den sällan gick långt nog ned för att visa klyftan mellan brösten. 
De mest moderna ärmarna var strutformade så kallade pagodärmar, som var vidgade sig nedåt och öppnade sig vitt över vida ärmar med spetsmanschetter, inspirerade av 1700-talets engageanter. Ärmarna till aftonklänningen fick gärna vara korta. 
Ett annat mycket populärt liv var den så kallade kasacken eller carackon. Den var sydd som en jacka med vida skört, men var i själva verket ett klänningsliv sytt i en kontrasterande färg och tyg till kjolen, vilket gav ett intryck av att bära jacka och kjol.  
När nyrokokon ersatte romantiken under 1850-talet låg dammodets fokus på kjolvidden. Kjolarnas omfång hade växt under flera år och cirka 1850 kunde upp till åtta underkjolar kunde bäras under klänningen, med stärkta volanger och fodrade med rep och tagel, för att åstadkomma vidden. Detta var varmt och tungt och det fanns behov av en uppfinning för att kunna åstadkomma effekten modet krävde utan att behöva bära så många lager kjolar. Modet blev vid denna tid som obekvämt att dräktreformrörelsen uppkom för att befria kvinnor från korsetten och lagren av många kjolar. 
1856 introducerades krinolinen med stålfjädrar, som blev kännetecknande för nyrokokon. Krinolinen blev enormt populär som ett alternativ till de många lagren underkjolar, eftersom kvinnorna kunde röra sina ben fritt under krinolinens ihåliga klocka, obehindrade av tyg, och därmed ökade kvinnans rörelsefrihet. Kvinnor bar i fortsättningen endast en underkjol: och den bars ovanpå krinolinen, för att ringarna inte skulle avteckna sig genom klänningen. 
Betecknande för 1850-talets krinolin var att den var cirkelformad och stod ut vitt från höfterna som en kupol. Krinolinen växte för varje år och uppnådde sitt maximum cirka 1859–1860. 
Korsetten fortsatte under denna tid som en självklar del av kvinnodräkten. En nyhet var underbyxorna. Fram till denna tid hade kvinnorna varit nakna under kjolarna, eftersom alla former av byxor definierades som en mansdräkt. Krinolinen gjorde dock att underbyxor slog igenom för kvinnor: krinolinen kunde vid en stöt vippa upp över benen, och eftersom kvinnor hade slutat bära underkjolar tack vare krinolinen, innebar en sådan stöt att de riskerade att blotta sig fullständigt. Därför började kvinnor vid denna tid att bära vida underbyxor, även om dessa ofta länge var så kallade byxholkar, som var öppna i grenen. 
Pastellfärger präglade 1850-talet, som hämtade sin inspiration från rokokon. 

### Hår och huvudbonad
Korkskruvslockarna ersattes av chinjongen: håret delades i mittbena och kammades slätt runt ansiktet och samlades i en påse i nacken. Chinjongen kunde puffas upp över öronen för att få håret att verka tjockare. Det var populärt att dekorera chinjongen med sidenblommor, spetsar eller rysch, som ramade in ansiktet. 
Det blev nu återigen accepterat för kvinnor att sminka sig, vilket hade ansetts vara oanständigt i sextio år.
Som huvudbonad bars fortfarande bahytten, men dess skärmar blev kortare och skuggade inte längre ansiktet, vilket innebar att hatten enbart täckte baksidan av huvudet och parasoll därför bars för att skydda ansiktet mot solen. Precis mot slutet av perioden började det bli accepterat med vidbrättade hattar för kvinnor. 

### Bildgalleri

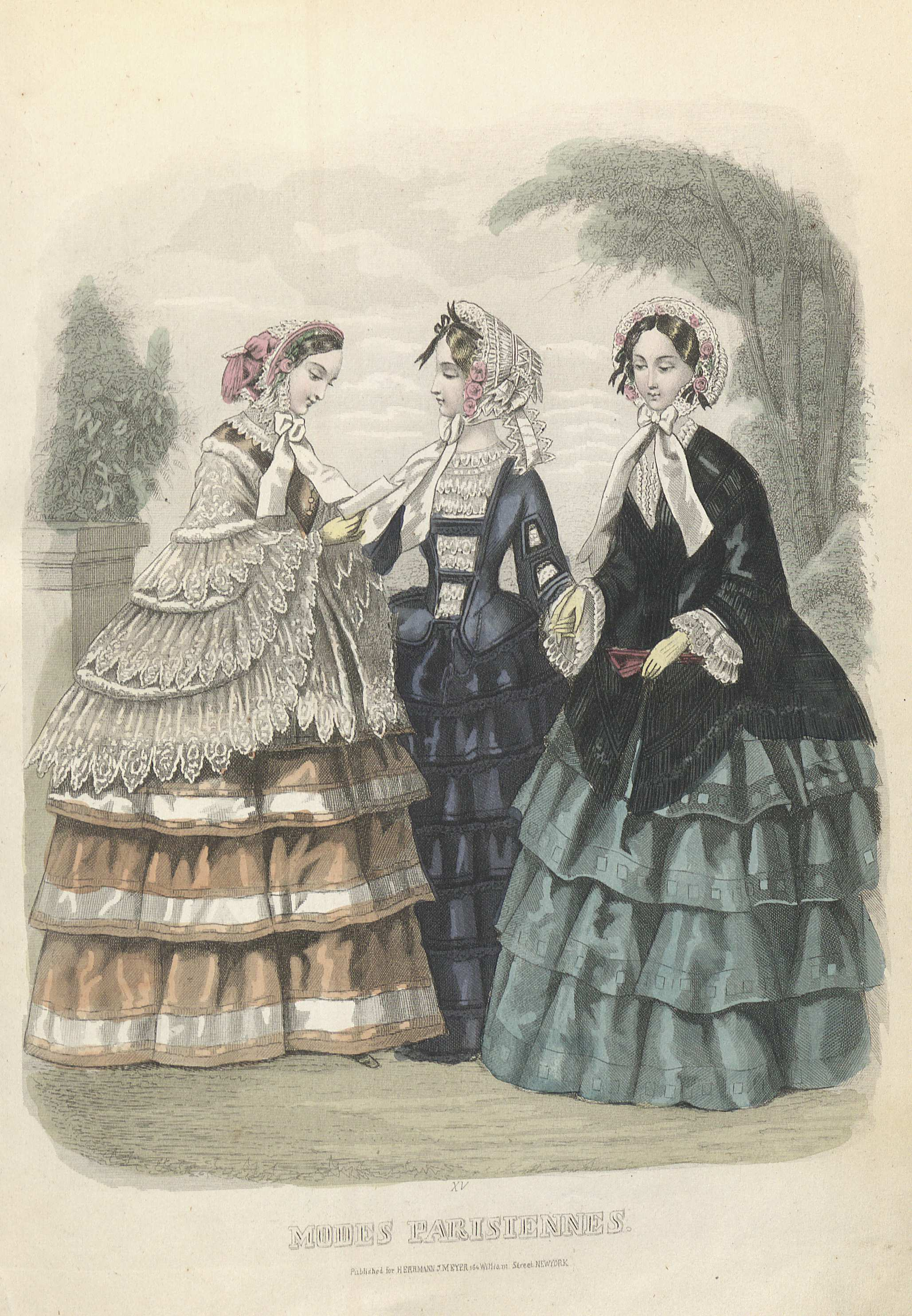
Stockholms mode-journal 1854, illustration nr 14.
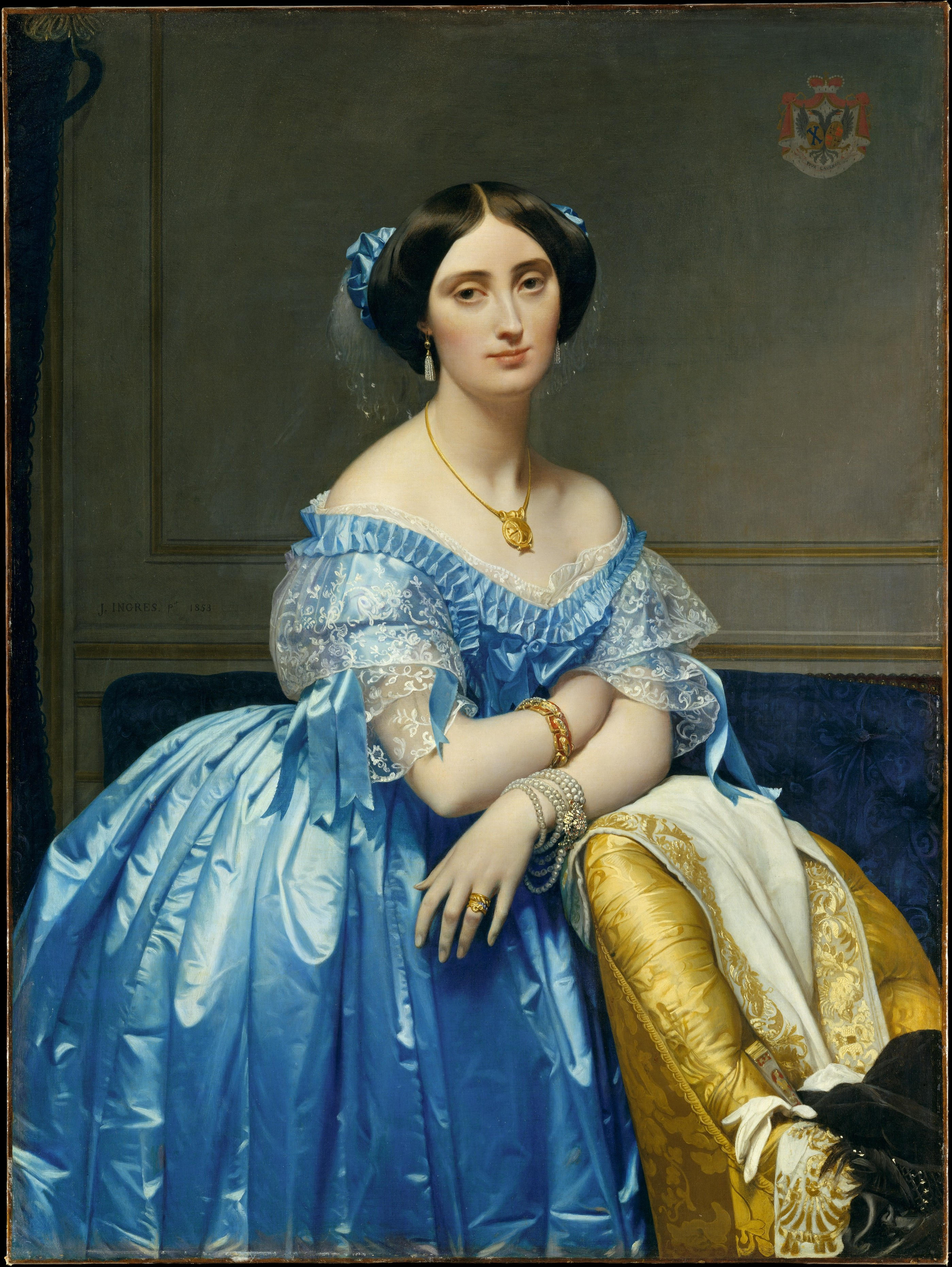
Joséphine-Éléonore-Marie-Pauline de Galard de Brassac de Béarn (1825–1860), Princesse de Broglie MET DT717.
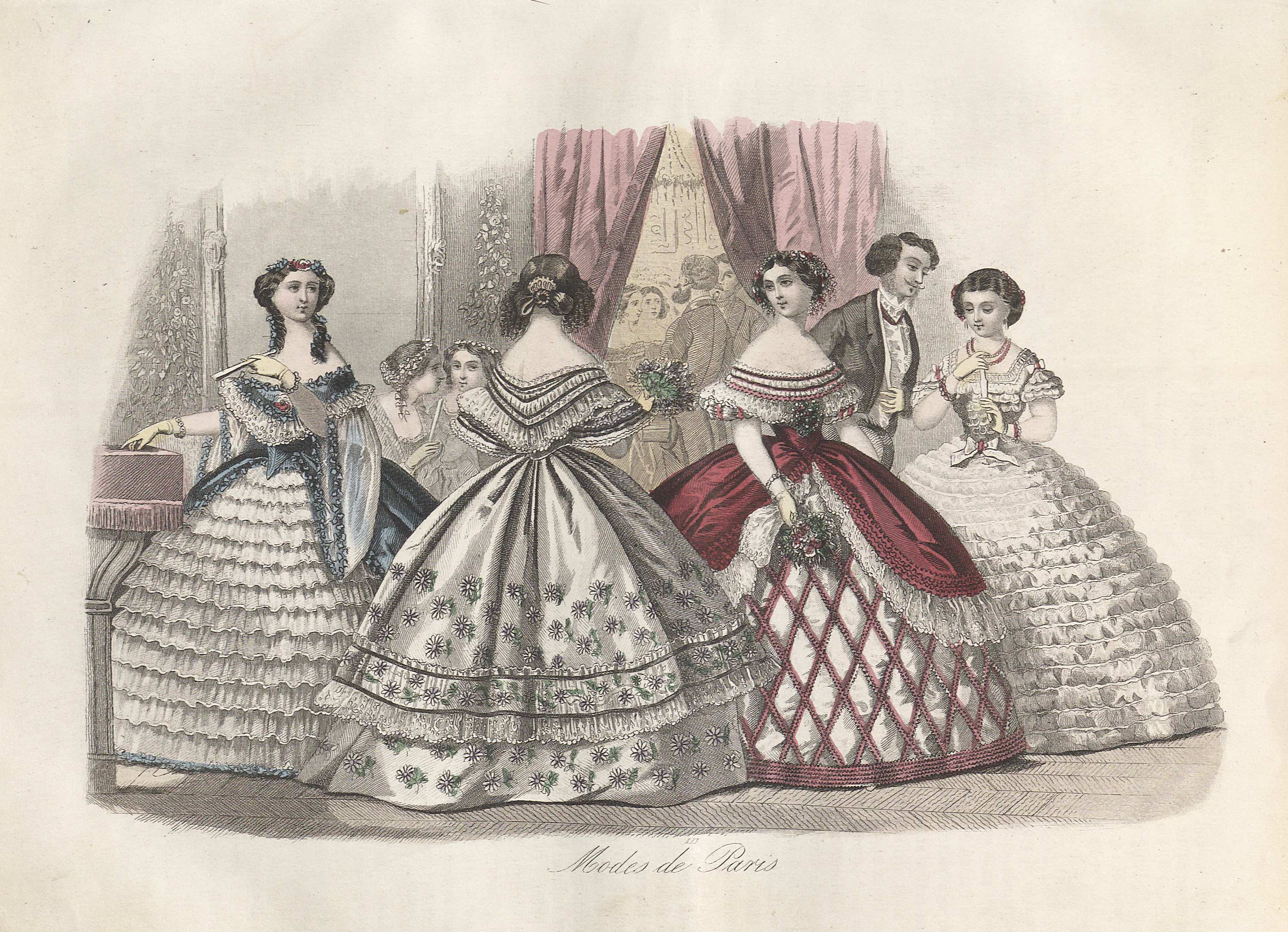
Nyaste journal för damer 1859, illustration nr 5
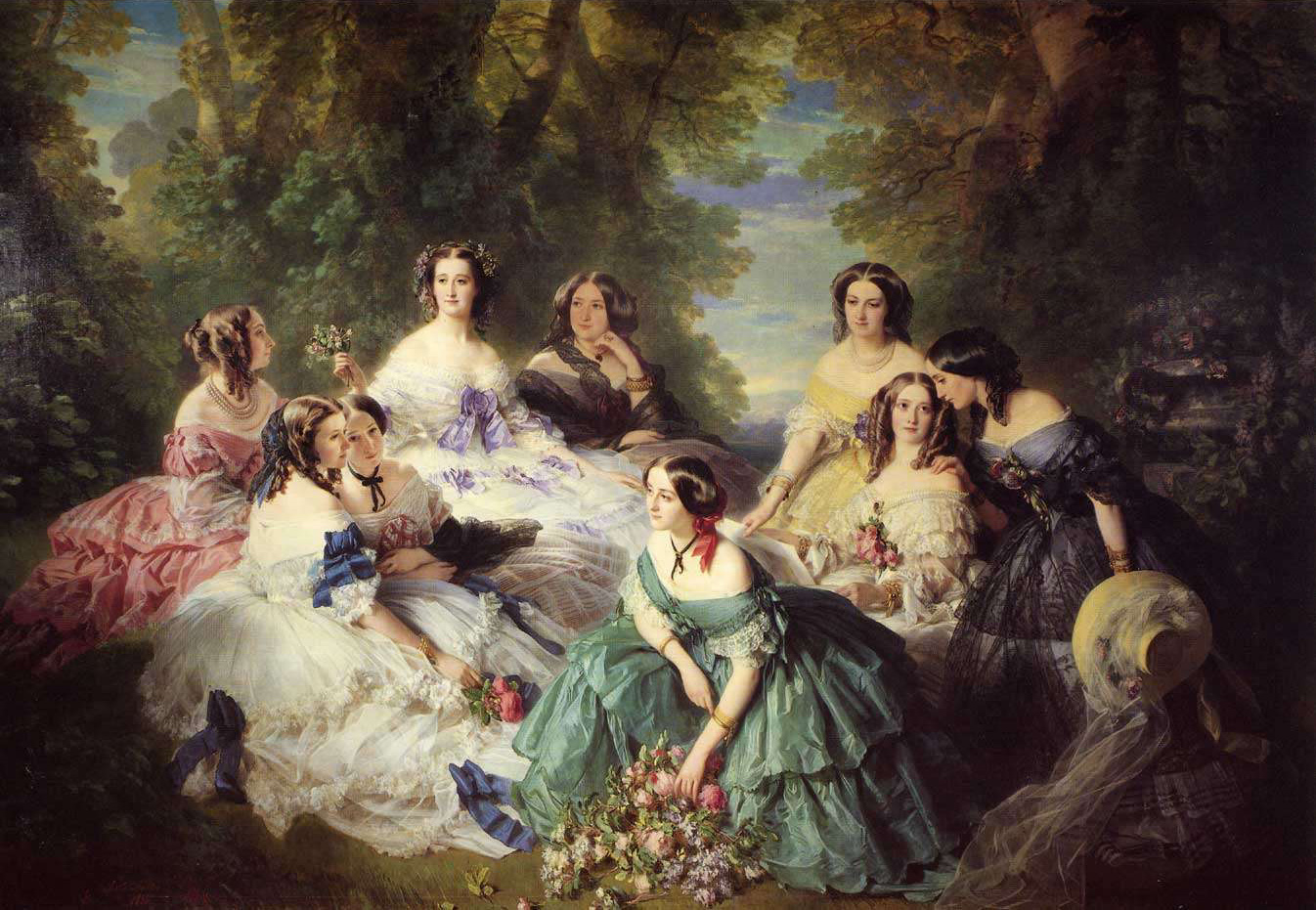
Kejsarinnan Eugénie omgiven av sina hovdamer, målning av Franz Xaver Winterhalter (1855)
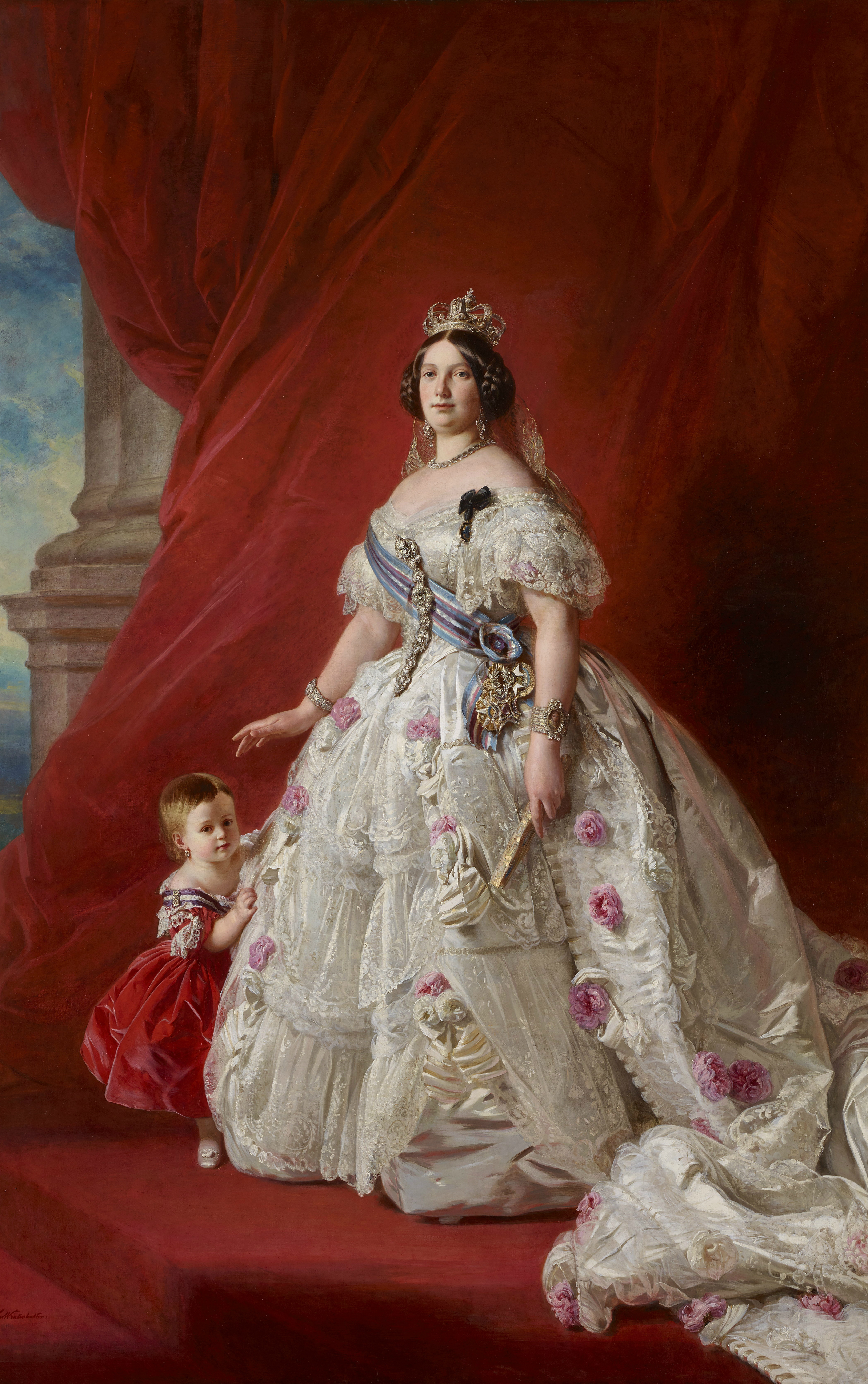
Franz Xaver Winterhalter - Isabel II con su hija Isabel, princesa de Asturias (Palacio Real, Madrid, 1855. Óleo sobre lienzo, 275 x 176 cm).
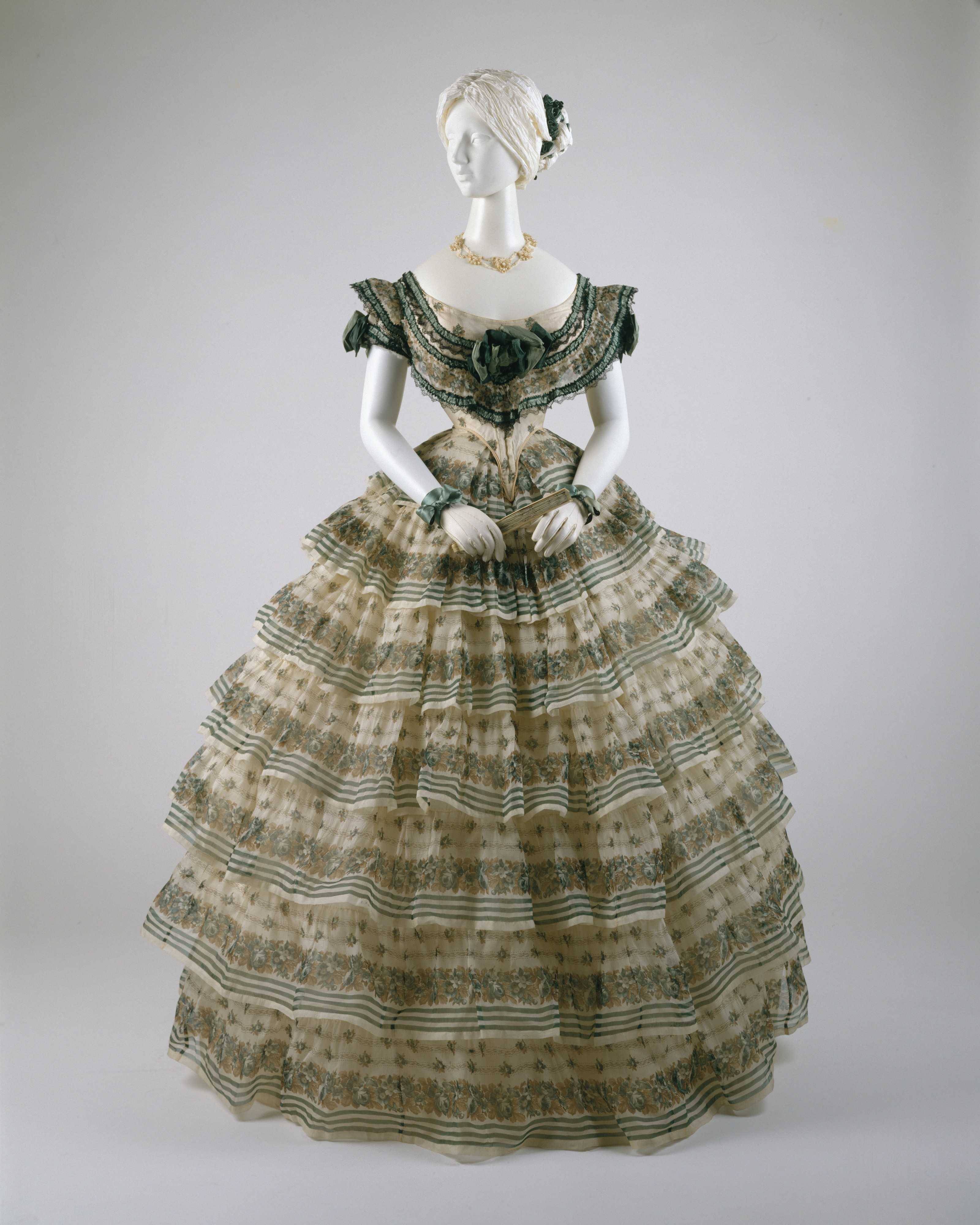
Ensemble MET DT6846

## Herrmode
Mannens klädedräkt hade aldrig varit mer diskret; helt mörk, även vad gällde väst och halsduk, med hög hatt, utan färg, och med en rock som nu knäpptes runt hela framsidan så varken väst eller byxor syntes; långbyxorna var vida. Dock hade männen påverkats av dammodet så även män nu i många fall använde korsett. Håret var kort och slätkammat, och det hade också blivit modernt med mustascher och skägg. Det var också nu slipsen utvecklades.

### Klädedräkt
Herrmodet hade nu den form den skulle ha till långt in på 1900-talet: en tredelad kostym bestående av väst, byxor och rock över skjorta, med hatt och käpp som accessoarer. Idealet under den viktorianska tiden var inte längre adelsmannen utan den borgerliga yrkesmannen, som framhävde sin yrkesskicklighet och kunskap samhället snarare än sina kläder, och visade sin rikedom genom att visa upp sin hustru i dyrbara modekläder snarare än att bära sådana själv. 
Skjortan bars fortfarande till kravatt, som gärna var liten och diskret och ofta i själva verket en fluga. Den figurnära bonjouren användes ännu som formellt plagg, men började ersättas som vardagsplagg av den löst sittande kostymjackan, som vid denna tid var ett fritidsplagg och mycket vid (sack coat). 
Till aftonklädsel bars nu frack. 
Långbyxorna användes nu även till aftonklädsel, och knäbyxorna användes endast till riddräkt. Långbyxorna var vida och lösa i hela sin längd, men hade fortfarande en hälla under foten. De kunde gärna vara rutiga eller randiga, och ljusare än rocken. 
Under denna tid började det bli vanligt för män att använda byxor och rock i samma färg, men det var snarare något som användes för ekonomiska skäl än för att det tillhörde modet: just för att det var ekonomiskt med en helfärgad kostym, användes det inte av överklassen och var därför inte mode. Undantaget var fritidskostymer i ljusa färger: eftersom ljusa färger inte var ekonomiskt, uppfattades de på samma sätt inte som ett tecken på att man inte var förmögen.
Färger ansågs i allmänhet vara något omanligt, utom de de grundläggande grått-svart-brunt. Fritidskläder på landet kunde ibland ha diskreta toner i beige och svagt gult. Även västen, som tidigare varit ett undantag, var ofta färglös. 

### Hår och huvudbonad
Under 1850-talet var det fortfarande modernt att ha halvlångt hår i sidbena, som under 1840-talet. En stor förändring var att skäggväxt slutligen blev modernt, i alla upptänkliga former: både mustasch, pipskägg och helskägg med polisonger. 
Cylinderhattarna var under 1850-talet som högst. På fritiden var dock en lågkullig och bredbrättad halmhatt populär.  

### Bildgalleri

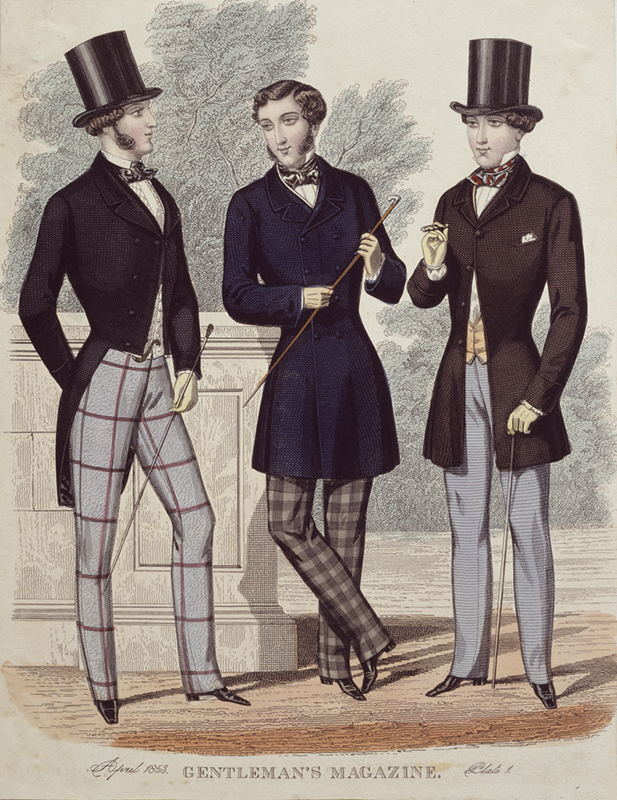
Tre män poserar framför en mur. Modeplansch, Gentlemen's Magazine, 1853 - Nordiska Museet - NMA.0060793
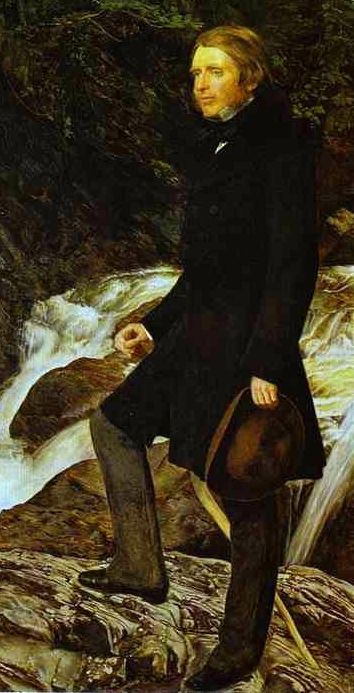
Millais Ruskin Detail
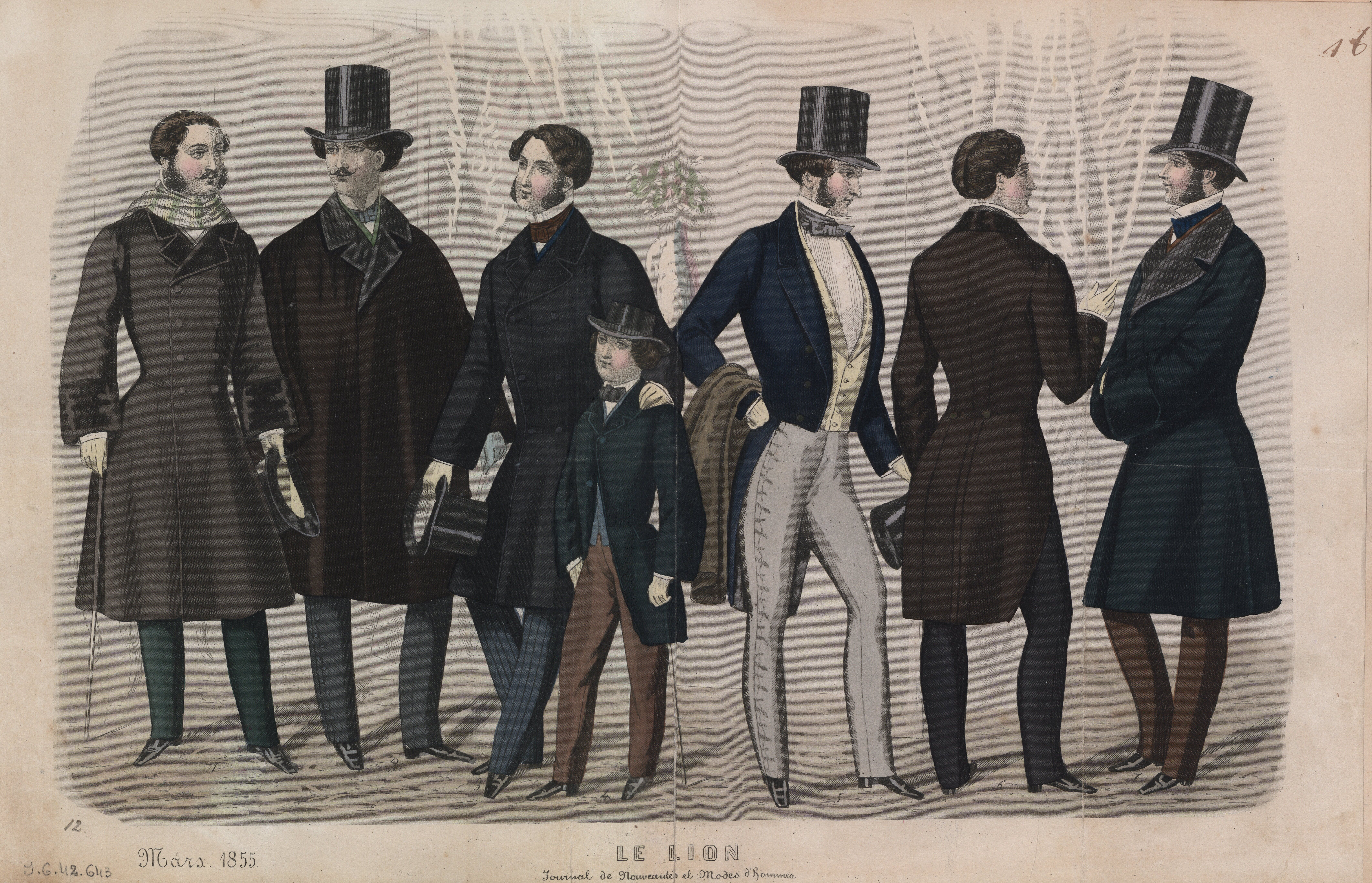
Album z ilustracjami do czasopism z moda francuska, niemiecka i angielska. ca 1855 (9109641)
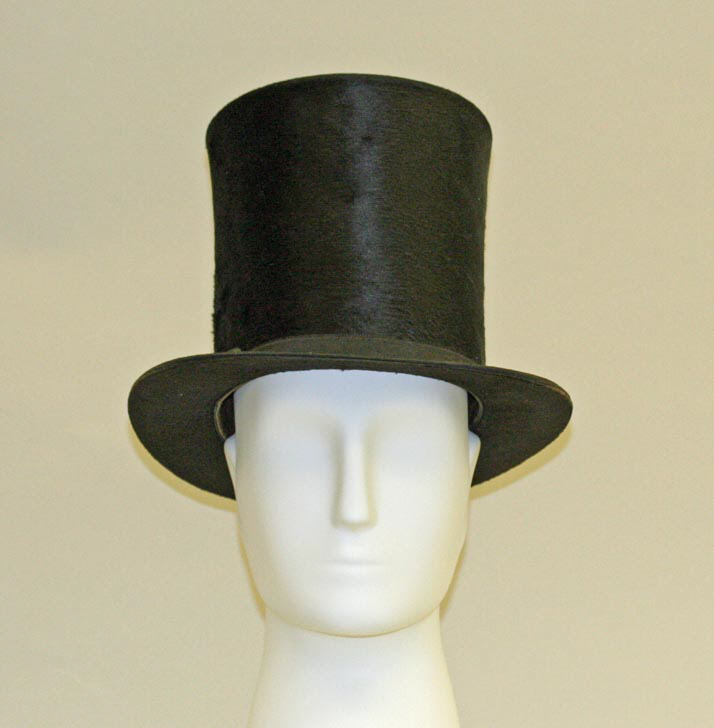
Top hat MET 1990.41a